# طحال سائب
الطحال السائب أو الطحال المتجول أو الطحال الجائل أو الطحال المتدلي (بالإنجليزية: Wandering spleen) أو الطحال الحوضي (بالإنجليزية: pelvic spleen) أو الطحال المنجرف(بالإنجليزية: Drifting spleen) وغيرها من المرادفات كما هو موضح في الجدول هي حالة طبية نادرة تتميز بحركة غير طبيعية للطحال، حيث ينتقل من موضعه الطبيعي في الجزء العلوي الأيسر من البطن إلى مناطق أخرى داخل البطن أو الحوض. يحدث هذا بسبب غياب أو ارتخاء غير طبيعي للأربطة التي تحمل الطحال عادة في مكانه. قد تكون هذه الأربطة ضعيفة خلقيًا، أو يمكن اكتساب ضعفها في وقت لاحق من الحياة بسبب عوامل مثل الصدمات أو الحمل أو اضطرابات النسيج الضام.

## العلامات والأعراض
تشمل الأعراض تضخمًا في حجم الطحال، أو تغييرًا في موضع الطحال من مكانه الأصلي إلى مكان آخر، عادةً إما في أجزاء أخرى من البطن أو في الحوض. تُعزى هذه القدرة على التحرك عادةً إلى طول سويقة الطحال بشكل غير طبيعي. 
قد تتسبب العوامل الجسدية في احتباس البول والإمساك، فضلاً عن العديد من الأمراض المرتبطة بالطحال مثل فرط نشاط الطحال وقلة الصفيحات الدموية واللمفوما. يمكن أن يؤدي انسداد الشرايين والالتواء (الالتواء الذي يقطع إمداد الدم إلى هذا العضو) في الطحال أيضًا إلى ألم أو تورم في البطن. ومع ذلك، فإن عدم وجود أعراض مرئية - باستثناء حالات آلام البطن - يجعل من الصعب على الأطباء تشخيص المرض، على الرغم من أنه يمكن استخدام تقنيات التصوير الطبي مثل الموجات فوق الصوتية الطبية أو التصوير بالرنين المغناطيسي أو التصوير المقطعي المحوسب لتأكيد حدوثه. تشمل خصائص الاضطراب فقدان أو إضعاف أو تشوه الأربطة التي تساعد في الحفاظ على الطحال في الجزء العلوي الأيسر من البطن. [بحاجة لمصدر]

## الأسباب
على الرغم من أن الطحال السائب ليس مرضًا وراثيًا، إلا أنه غالبًا ما يوجد عند الولادة. يمكن أن يحدث لدى البالغين نتيجة لإصابات وحالات مماثلة أخرى تسبب ضعف الأربطة، مثل مرض النسيج الضام أو الحمل. الطحال السائب يجعل الطحال أكثر عرضة لمضاعفات مثل الالتواء واحتشاء الطحال ونخر البنكرياس ونادرًا ما تتكون الأكياس الكاذبة.

## التشخيص
إن المظهر السريري للطحال السائب متغير؛ فهو إما أن يكون بدون أعراض أو يُلاحظ بالصدفة أثناء الفحص البدني والشعاعي أو يظهر على شكل ألم بطني حاد. في حالة وقوع حادث رضي، يمكن أن تكون النتائج العرضية للطحال السائب في اختبار التقييم المركّز باستخدام الموجات فوق الصوتية للصدمات (FAST) مضللة لمقدمي الرعاية الصحية عديمي الخبرة. تتضمن طرق التشخيص الفحص البدني، وإجراء فحص التصوير المقطعي المحوسب (CT) أو الموجات فوق الصوتية للبطن.  يمكن أيضاً استخدام نتائج تخطيط الصدى التي تشير إلى وجود كتلة صلبة متحركة، وغياب الطحال عن موقعه الطبيعي، وتخطيط الصدى الدوبلري لأوعية الطحال لتقييم التدفق. المظهر الأكثر شيوعًا هو كتلة ذات أعراض بطنية غير محددة أو انزعاج بطني متقطع بسبب الاحتقان الناتج عن الالتواء والانزياح التلقائي. قد يكون التواء الطحال حادًا أو مزمنًا. قد يحاكي الالتواء الحاد التهاب الصفاق أو التهاب الزائدة الدودية الحاد أو أكياس المبيض الملتوية أو انسداد الأمعاء. قد يظهر الالتواء المزمن على شكل كتلة بطنية، والتي قد توجد في أي ربع من الجسم.
النتائج النموذجية للتصوير المقطعي المحوسب للطحال السائب هي (1) غياب الطحال أمام الكلية اليسرى وخلف المعدة، (2) كتلة بطنية أو حوضية سفلية مع برنشيمة طحال متجانسة أو غير متجانسة، وقيمة توهين أقل من تلك الموجودة في أنسجة الطحال الطبيعية. التصوير المقطعي المحوسب الحلزوني متعدد الشرائح مفيد في تشخيص الحالة مبكرًا، قبل أن يتطور الطحال إلى احتشاء.

## العلاج
العلاج المعتاد هو تثبيت الطحال، ولكن إذا لم يكن هناك تدفق للدم بعد فك الطحال من خلال الالتواء، فيجب إجراء استئصال الطحال. على الرغم من وجود حالات قليلة تم الإبلاغ عنها للعلاج من خلال الجراحة بالمنظار بسبب ندرة المرض، فقد ثبت أنها تقنية جراحية فعالة.

## الانتشار
قد يحدث الطحال السائب في كلا الجنسين وفي أي عمر، ولكنه أكثر شيوعًا عند النساء في سن الإنجاب 20 إلى 40 عامًا (وخاصة النساء متعددة الولادات) وعند الأطفال الصغار.ومع ذلك، فإن المرض نادر جدًا وتم الإبلاغ عن أقل من 500 حالة من المرض اعتبارًا من عام 2005، منها حوالي 148 حالة (بما في ذلك حالات الأطفال والبالغين) تم توثيقها لتكون بين عامي 1960 و1992. يتم إجراء أقل من 0.5٪ من جميع عمليات استئصال الطحال، الإزالة الجراحية للطحال، بسبب وجود هذا الاضطراب. في عام 1992، تم الإبلاغ عن أصغر حالة في الأدبيات لالتواء الطحال السائب في اليوم الثاني من الولادة في لبنان، بواسطة الدكتور إدوارد الصياد.